# Itaboraí
Itaboraí – miasto w południowo-wschodniej Brazylii, w stanie Rio de Janeiro. W 2009 miasto liczyło ok. 229 tys. mieszkańców. Ośrodek przemysłu ceramicznego i spożywczego.
W mieście mają siedzibę kluby piłkarskie AD Itaboraí i Itaboraí Profute.